# Рогнер Бад-Блумау
«Рогнер Бад-Блумау» (нем. Rogner Bad Blumau) — отель и оздоровительный центр в Австрии, расположенный в городке Бад-Блумау, в 45 км к востоку от Граца. Принадлежит к сети отелей «Rogner International Hotels & Resorts».
Отель и термальный комплекс был спроектирован Фриденсрайхом Хундертвассером, планирование было выполнено архитектором Петером Пеликаном. Особенностью комплекса являются лесистые крыши, органичные формы, красочные фасады и золотые купола, а также 330 цветных колонн и более 2400 окон, никакие два из которых не выглядят одинаково.

## История
В 1970-х годах в районе Бад-Блумау компанией по разведке сырой нефти и газа были пробурены скважины на глубину почти 3000 метров. Однако, вместо нефти и газа была обнаружена горячая вода температурой 100 ° C. Затем скважины снова закрыли. Несколько лет спустя глава общины Карл Земмлер, вдохновлённый общим развитием туризма в регионе, обратился к проектировщику Роберту Рогнеру. Тот рассмотрел местоположение и с согласия правительства федеральной земли Штирии позволил открыть скважину. Фактически, была найдена горячая, извергаемая лечебная вода, качество которой превзошло ожидания. Для использования лечебной воды Роберт Рогнер спроектировал купальные помещения, а в два этапа строительства должен был быть создан курортный посёлок.
Курортный комплекс в Бад-Блумау был продуман до мельчайших деталей, когда 15 января 1992 года Роберт Рогнер встретился с художником Фриденсрайхом Хундертвассером во дворце Шёнбрунн в Вене и договорился с ним о сотрудничестве. В 1993 году началось строительство купальных помещений на территории площадью 40 гектаров, которые Рогнер выкупил у 25 фермеров. Четыре года спустя, 10 мая 1997 года, был открыт «Рогнер Бад-Блумау».
Реализуя идеи близости к природе, отель имеет с августа 2001 года геотермальную электростанцию. При помощи оборудования Ormat Technologies вырабатывается 180 кВт электроэнергии из лечебного источника «Вулкания», 110-градусной высокоминерализованной воды, добываемой с глубины 2843 метра. После выработки электроэнергии температура воды составляет 85 градусов. Этого достаточно, чтобы нагреть всю систему «Рогнер Бад-Блумау» даже при температуре наружного воздуха минус 20 градусов. Это соответствует экономии энергии около 6800 литров мазута в день в холодное время года. Это имеет тот же эффект защиты климата, что и примерно 2700 автомобилей в год на дороге.